# Festival Internacional de Cinema de Dublin
Festival Internacional de Cinema de Dublin (no inglês: Dublin International Film Festival) é um festival de cinema que ocorre todo ano em Dublin, na Irlanda.

## História
O Festival Internacional de Cinema de Dublin foi criado em 2003. Foi revitalizado por Michael Dwyer, renomado crítico de cinema internacional e correspondente do The Irish Times Chef Film, juntamente com David McLoughlin, um produtor de cinema. A dupla tinha começado o Festival de Filmes inicialmente em Dublin na década de 1980, quando Mc Loughlin ainda era estudante de graduação no Trinity College Dublin. O festival foi criado para apresentar uma oportunidade para o público do curso de cinema de Dublin para experimentar o melhor do cinema internacional e irlandês.
"Dublin tem atendimento para filmes com notável per capita, entre as mais altas na Europa, certamente, a mais elevada da União Europeia", Dwyer disse em uma entrevista em 2003. "Parece absurdo que a cidade não tinha um festival internacional de cinema."
Em 2016 os patrocinadores originais, a Jameson, foram substituídos pela Audi após 13 anos de patrocínio. O festival é agora chamado de Audi Dublin International Film Festival (ADIFF) com um novo acordo de patrocínio feito para durar três anos.